# East Atlanta Santa 3
East Atlanta Santa 3 è un album in studio del rapper statunitense Gucci Mane, pubblicato nel 2019.

## Tracce
1. Jingle Bales Intro – 2:26
2. Mr. Wop – 3:13
3. M's On Ice – 3:10
4. Drummer (featuring Kranium) – 2:04
5. More (with Jason Derulo) – 3:09
6. Magic City (featuring Asian Doll) – 3:46
7. Dirty Dancer – 3:40
8. Snow – 2:30
9. She Miss Me (featuring Rich the Kid) – 2:36
10. Brick Mason – 1:38
11. Tony (featuring Quavo) – 2:34
12. Gossip – 2:29
13. Time Flies By – 2:17
14. Slide (featuring Quavo) – 3:10
15. 12 Days of Christmas – 1:52
16. WWGD Outro – 2:13